# Каплиця св. Петра і св. Павла в Кракові
Каплиця Святих Апостолів Петра і Павла - історична каплиця, розташована в Кракові, у дільниці VIII на вул. Мадалінській 13, у Дембніках.
Каплиця в стилі неоренесансу у формі ротонди була зведена 1883 року за проектом архітектора Юзефа Покутинського.
Це був перший храм, збудований у Дембніках. Його фінансували родина Кірхмаєрів, графи Лосьови та Ласоцькі.
У 90-ті роки. ХХ століття каплицю було відреставровано за планами арх. Констанція Цецкевича. Її основою є вітраж із зображенням патронів храму, виготовлений у краківській вітражній майстерні Анни та Іренеуша Заржицьких.
Повторне освячення каплиці відбулося 12 листопада 1993 року.

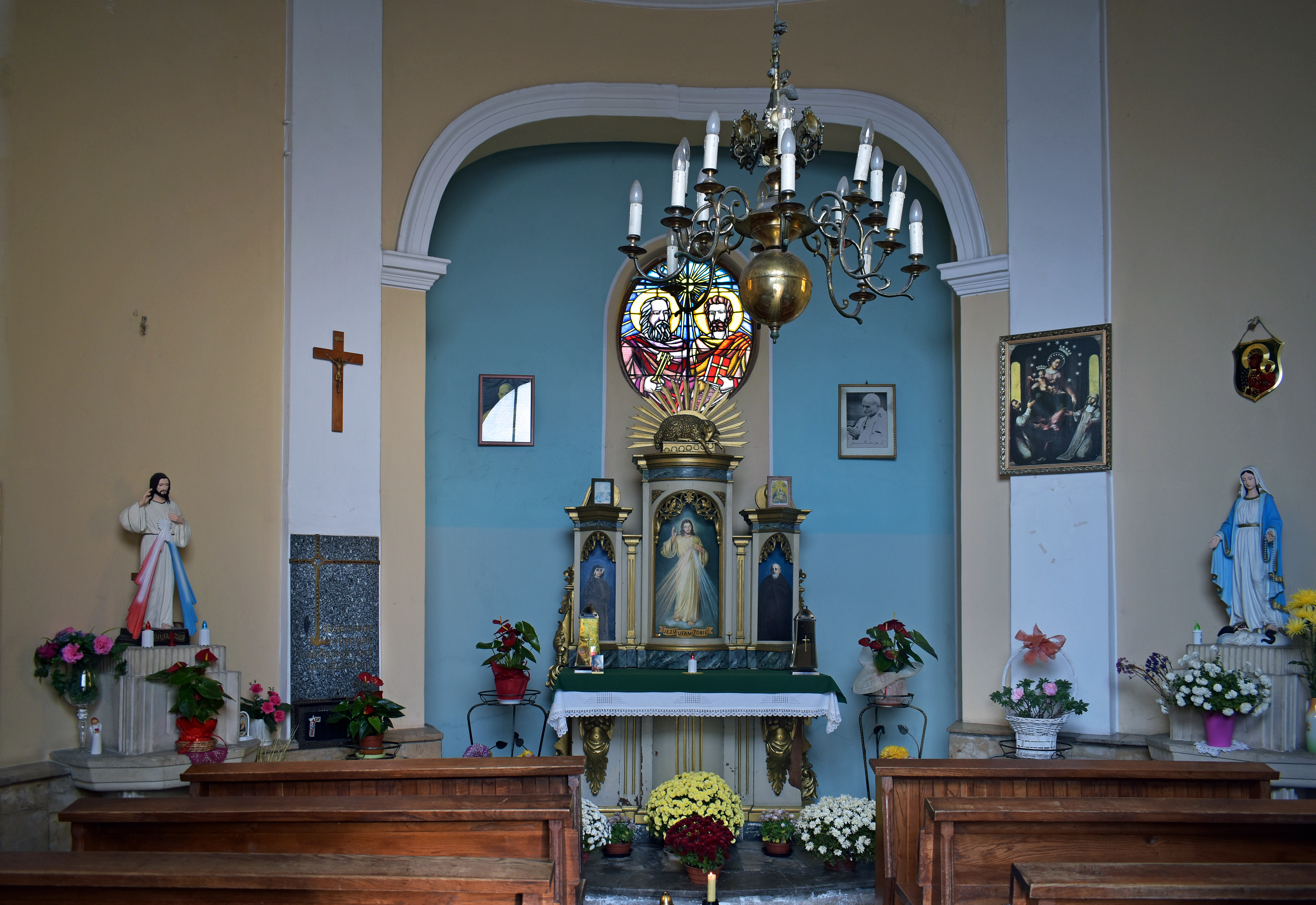
Інтер'єр каплиці